# Sprengelpomp

Een pomp van dit type is in staat een hoog vacuüm te produceren waarbij de druk slechts 1 mPa is.

De Sprengelpomp is een vacuümpomp die kwikdruppels gebruikt die door een buis met een kleine diameter vallen om gassen uit het vacuüm te pompen systeem mee te nemen. Het werd uitgevonden door de in Hannover geboren scheikundige Hermann Sprengel in 1865 toen hij in Londen werkte. De pomp was in staat het hoogst haalbare vacuüm van die tijd te produceren; een vacuüm van minder dan 1 mPa (ongeveer 1×10−8 atmosfeer).

## Werking
De voorraad kwik zit in het reservoir, in de afbeelding aan de linkerkant. Het stroomt over in de bol B, waar het druppels vormt die in de lange verticale buis aan de rechterkant vallen. Deze druppels vangen tussen hen de lucht in B op. Het kwik dat opraakt, wordt opgevangen en terug in het reservoir aan de linkerkant gegoten. Op deze manier kan bijna alle lucht uit de bol B worden verwijderd, en dus uit elk vat R, dat eventueel met B is verbonden. M is een drukmeter die de druk in het vat R aangeeft.
De lucht tussen vallende kwikdruppels wordt door deze vallende druppels tot atmosferische druk gecomprimeerd die vrijkomt wanneer de stroom het einde buis bereikt. Naarmate de druk daalt, neemt het dempende effect van opgesloten lucht tussen de druppeltjes af, zodat een hamerend of kloppend geluid kan worden gehoord, vergezeld van lichtflitsen in het geëvacueerde vat als gevolg van elektrostatische effecten op het kwik.